# Saurida longimanus
Saurida longimanus är en fiskart som beskrevs av Norman, 1939. Saurida longimanus ingår i släktet Saurida och familjen Synodontidae. Inga underarter finns listade i Catalogue of Life.